# Vondelpark
Le Vondelpark (en français « parc Vondel ») est un parc néerlandais situé à Amsterdam, dans l'arrondissement Zuid. Inauguré en 1865, il est nommé en hommage au poète Joost van den Vondel. Il constitue l'un des espaces verts les plus emblématiques de la ville, situé au sud de la Leidseplein et à l'ouest de la Museumplein.

## Histoire

### Projet
En 1864, un groupe de 34 Amstellodamois, comprenant notamment le bourgmestre Jan Messchert van Vollenhoven, s'unit en un comité dans le but de fonder un parc public.

### Aménagement et inauguration

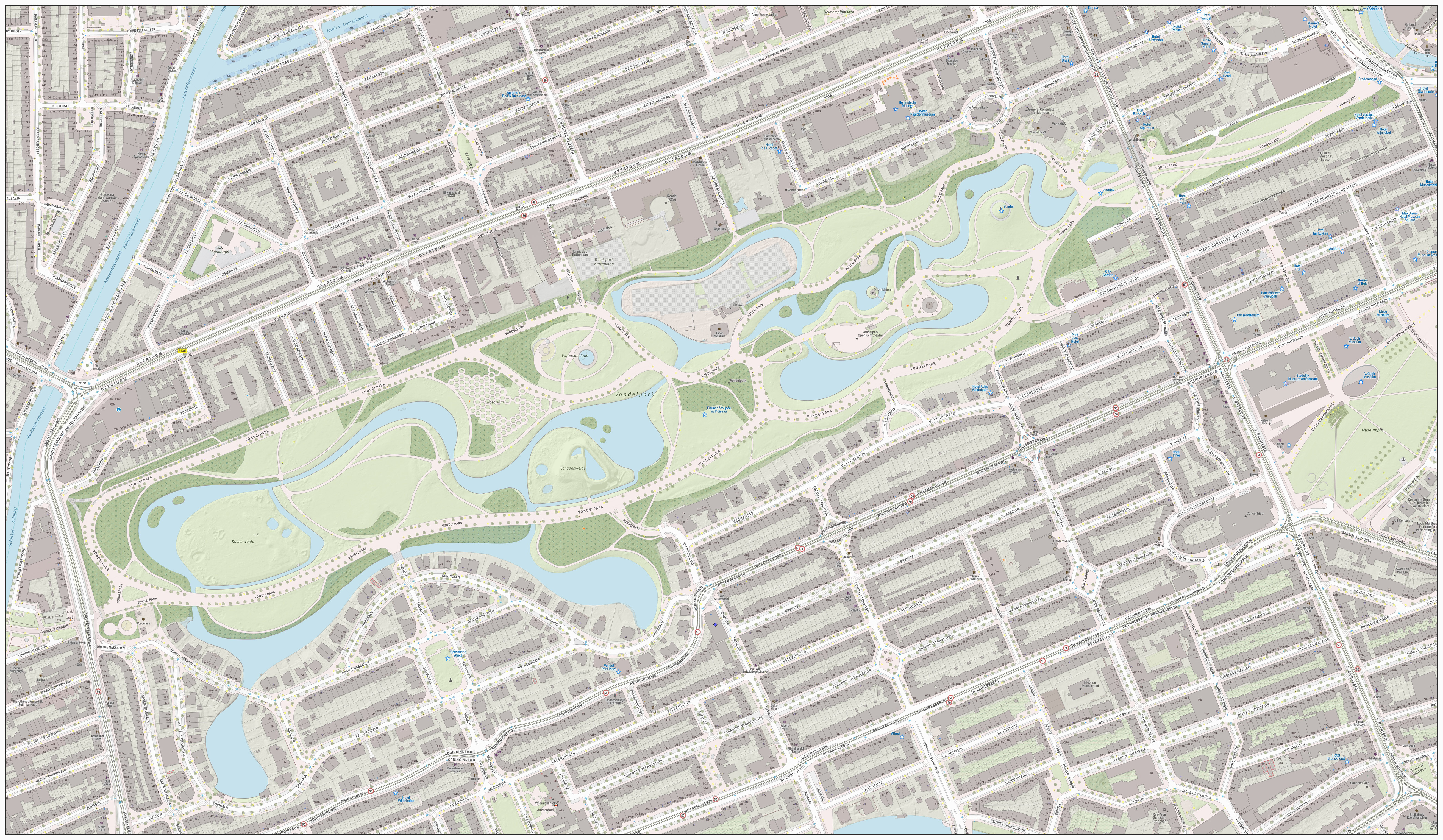
Carte du Vondelpark.

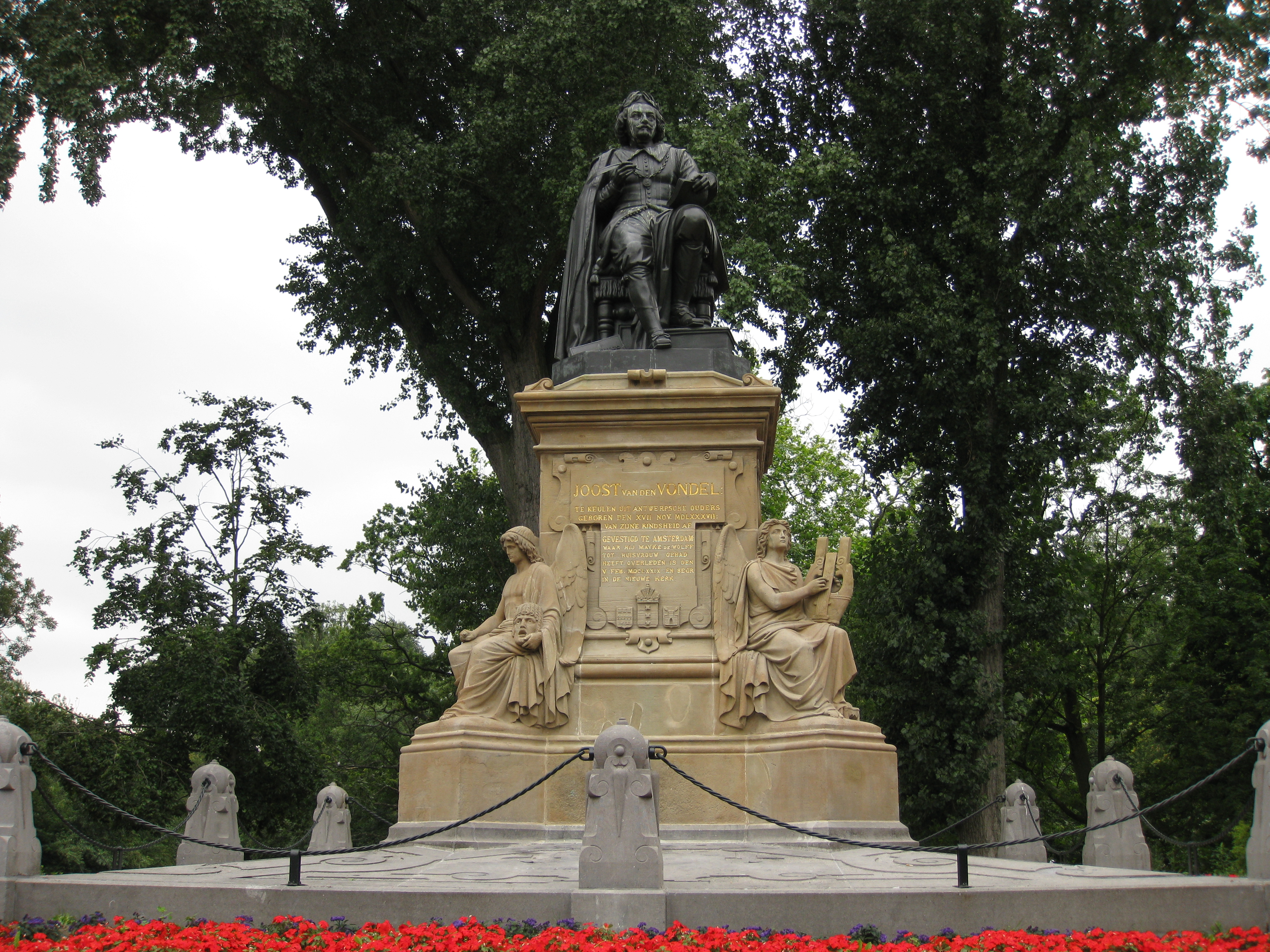
Statue de Van den Vondel.

Le comité réunit les fonds nécessaires à l'achat de huit hectares de terrain et confient aux paysagistes Jan David Zocher et Louis Paul Zocher, originaires de Haarlem, la charge de concevoir le parc dans un style anglais.
La création d'allées, de bassins parsemés d'îlots et de grandes étendues de pelouses, ajoutée à l'utilisation de subtiles effets de perspective donne l'illusion d'un environnement naturel. Le parc est ouvert au public en 1865 en tant que lieu de promenade publique et équestre, sous le nom de Nieuwe Park (« nouveau parc »).

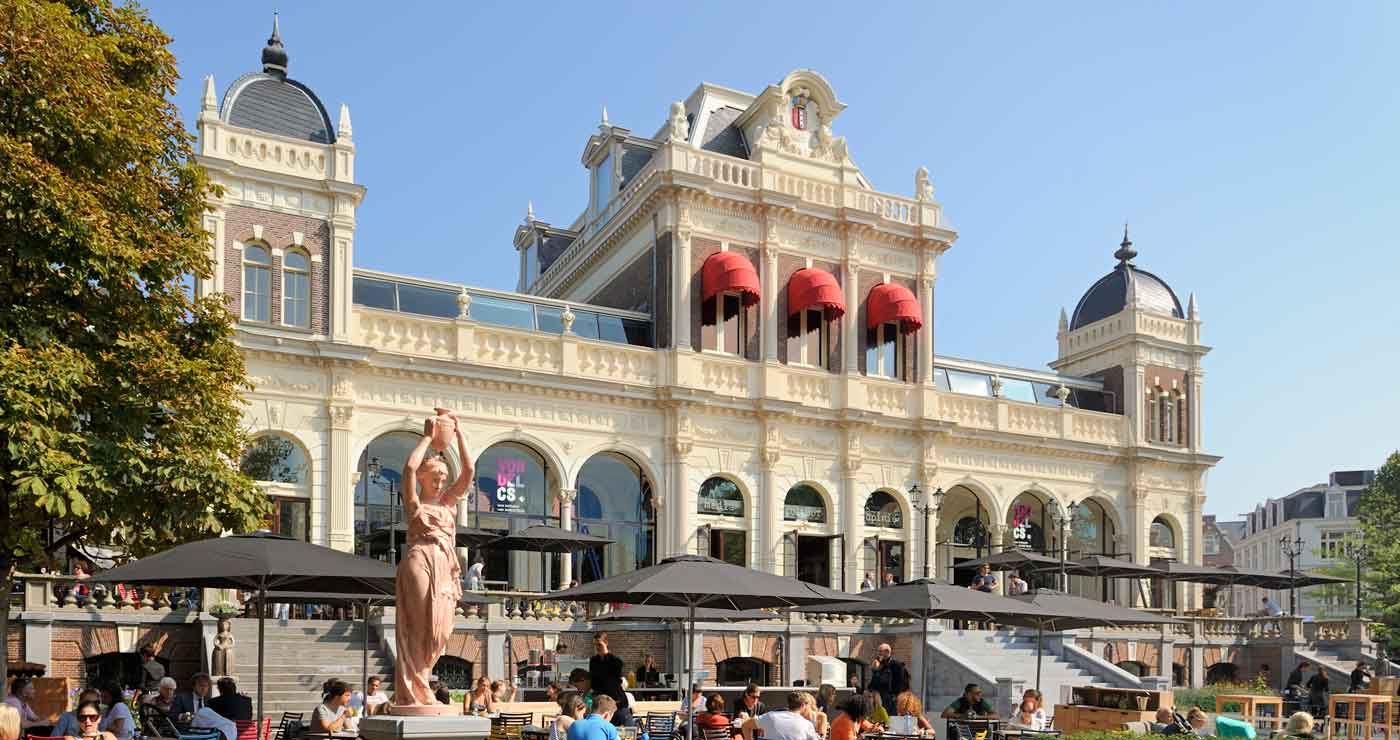
Le Paviljoen Vondelpark, inauguré en 1881.

Il abrite toujours le Manège hollandais où l'École d'équitation royale ouvre ses portes en 1882, derrière le portail discret du numéro 140 de la Vondelstraat. L'architecte, Dolf van Gendt, qui réalise aussi le Concertgebouw non loin, s'inspire de la fameuse École d'équitation espagnole de Vienne. 

### Changement de nom
Le nom de Vondelpark est adopté en 1867, depuis que la statue du poète néerlandais Joost van den Vondel trône au centre du parc. Par la suite, le comité réunit assez de fonds pour agrandir le parc, qui en 1877 atteint sa taille actuelle de 48 hectares. À l'époque, il se trouve en bordure d'Amsterdam. Aujourd'hui, il s'étend au cœur de la ville, entre Oud-West et le Museumkwartier.
En 1893, les vélos sont officiellement autorisés dans le parc, mais seulement le matin. Dans la Roemer Visscherstraat (située au nord du parc), du numéro 20 au numéro 30a, un architecte du début du XXe siècle fait construire sept maisons dans un style propre à chacune afin d'illustrer la diversité de l'architecture européenne. Ainsi figure « L'Europe Unie » avec les pays du continent suivants représentés : l'Allemagne, la France, l'Espagne, l'Italie, la Russie, les Pays-Bas et le Royaume-Uni. En 1953, le parc est cédé à la municipalité, le groupe propriétaire n'arrivant plus à payer son entretien.

### Époque contemporaine

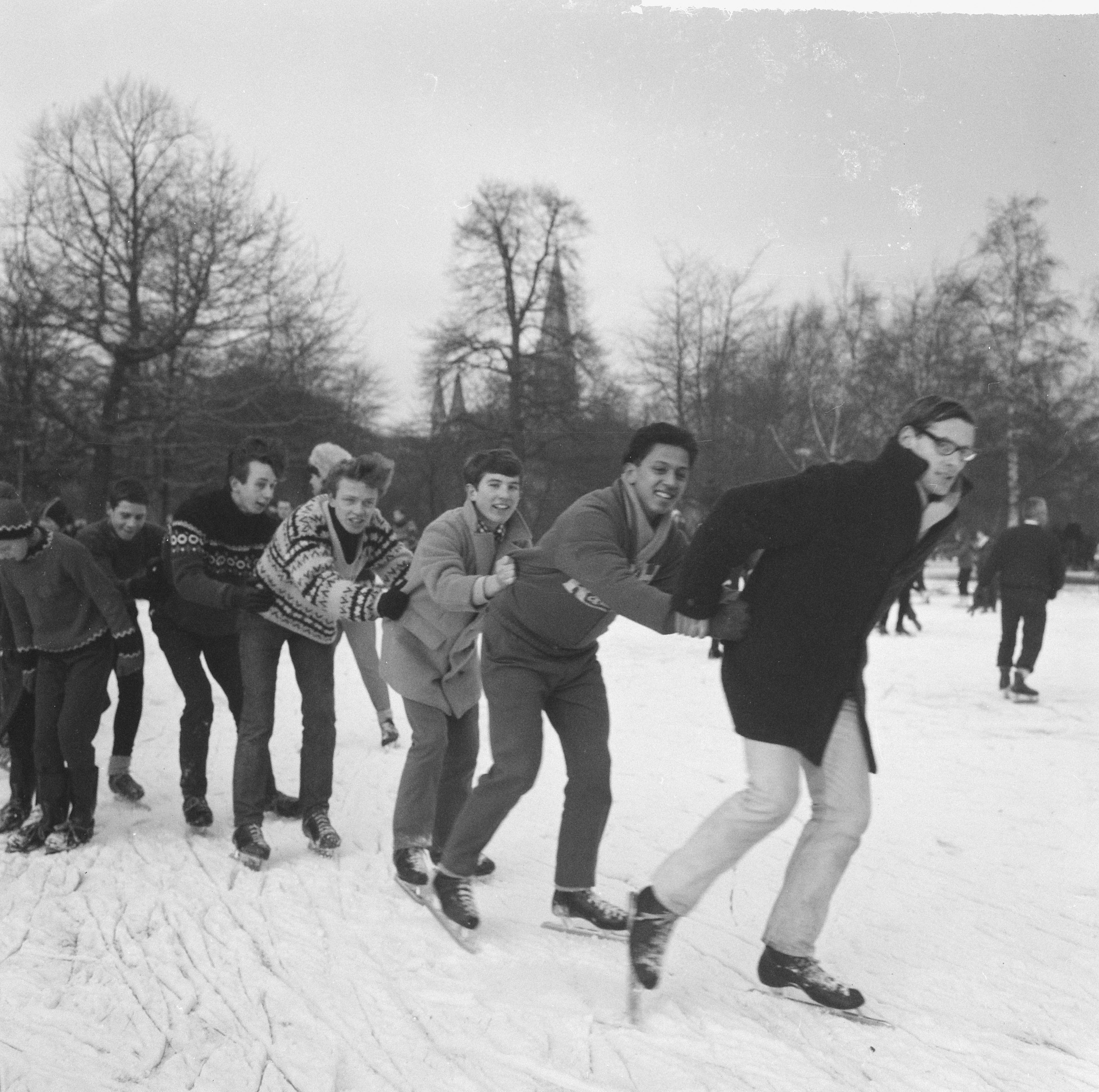
Patineurs sur glace dans le Vondelpark (1964).

En septembre 2008, l'échevin de l'arrondissement Oud-Zuid — faisant désormais partie de Zuid — chargé des espaces publics, Paul van Grieken (Gauche verte), annonce que les rapports sexuels en public dans le parc sont permis la nuit, à condition que les personnes concernées laissent le lieu dans l'état où ils le trouvent et qu'ils ne s'approchent pas du terrain de jeu pour enfants. Il est cependant rapidement contredit par la police municipale.
Certains soirs d'été, des concerts gratuits et des pièces de théâtre en plein air sont organisés dans le parc, notamment autour de son café emblématique, la Blauwe Theehuis (« Maison de thé bleue »), inauguré en 1937. Sur l'album Everybody's God du groupe français Gush, une chanson est consacrée au parc et porte son nom. Depuis 1996, le Vondelpark est classé au titre de monument national.

## Faune du Vondelpark
Le parc abrite des perruches à collier, des hérons, divers canards, des pies, merles, geais et rouges-gorges et des pics épeiche.